# Клён остролистный
Клён остроли́стный, или клён платанови́дный, или клён платаноли́стный (лат. Ácer platanoídes) — широко распространённое в Европе и Юго-Западной Азии древесное растение, вид рода Клён (Acer) семейства Сапиндовые (Sapindaceae) (ранее этот род относили к семейству Клёновые). Обыкновенное растение во всех областях Средней России.
Часто культивируется в качестве декоративных насаждений в садах и вдоль дорог.
Ботаники и фенологи считают начало сокодвижения у клёна остролистного наступлением весны в растительном мире[где?].

## Ботаническое описание

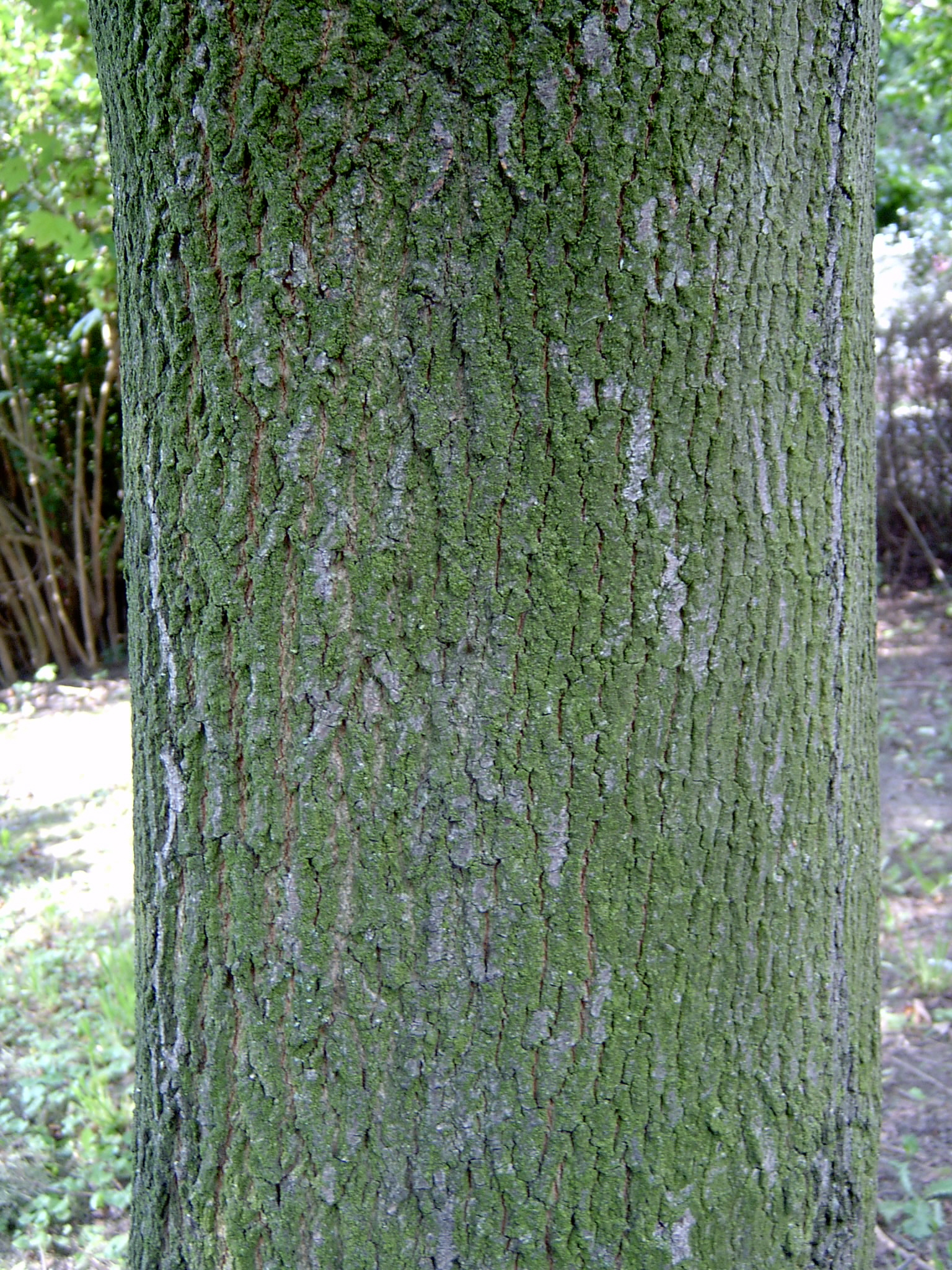
Кора взрослого дерева

Листопадное дерево высотой 12—28 м с широкой, густой шаровидной кроной.
Корневая система поверхностная, у взрослых экземпляров до 95 % корней сосредоточено в перегнойном горизонте. Крупные скелетные корни не выходят за проекцию кроны.
Кора молодых деревьев гладкая, серо-коричневая, с возрастом темнеет до почти чёрной и покрывается длинными, узкими, переплетающимися продольными трещинами.

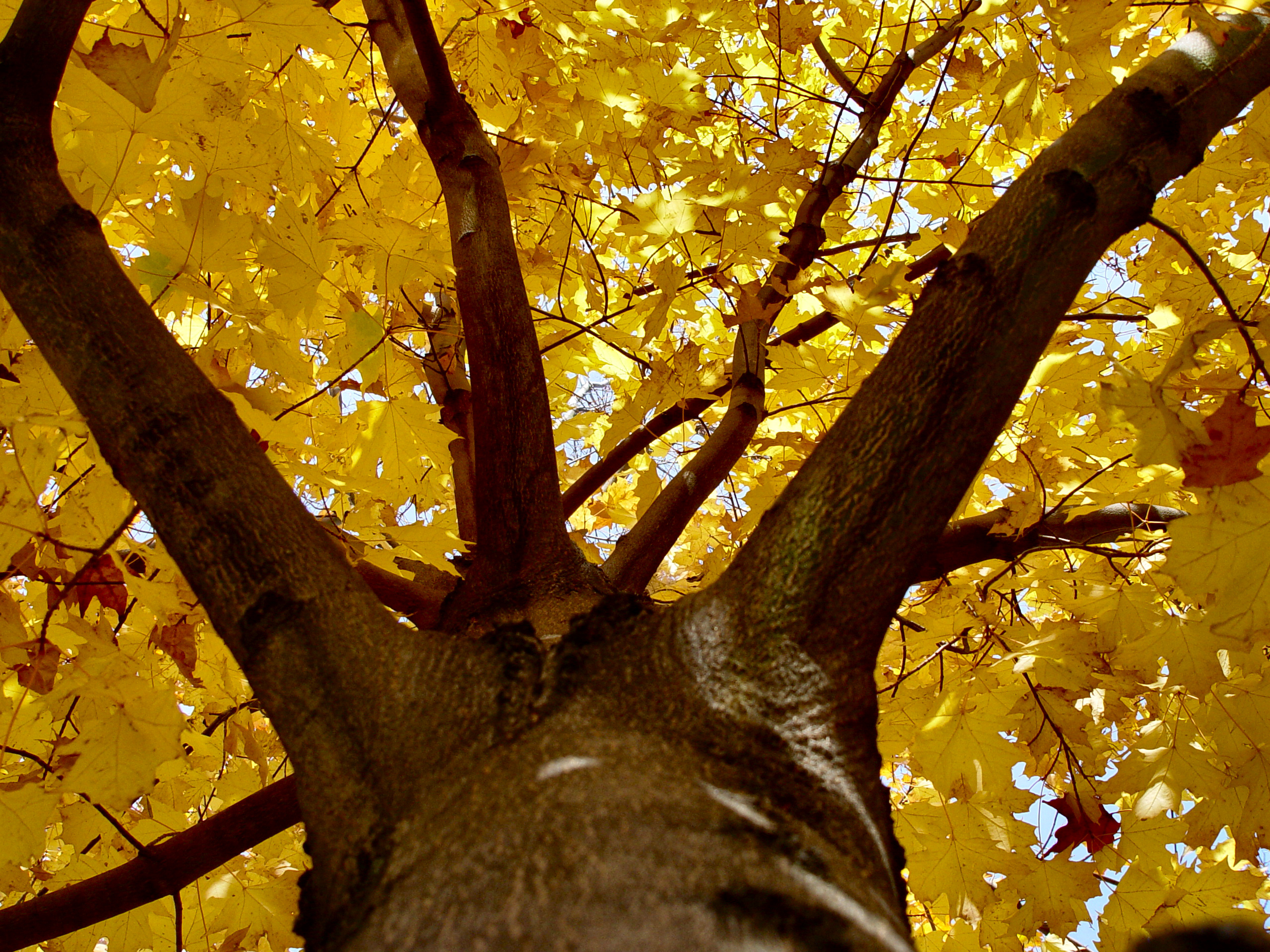
Ветви взрослого дерева

Ветви крепкие, широкие, направлены вверх; коричневые либо красновато-серые, с терминальной (верхушечной) зелёной либо фиолетовой почкой в виде тюрбана с крупными почечными чешуйками.
Листья простые, дланевидные, супротивные, с 5—7 зазубренными, крупнозубчатыми лопастями, на концах лопастей заострённые, голые, до 18 см в длину. В верхней части тёмно-зелёные, снизу более бледные, осенью приобретают жёлтую или оранжевую окраску и затем опадают. Из черешков листьев и жилок сломанного листа выделяется характерный молочного цвета сок.

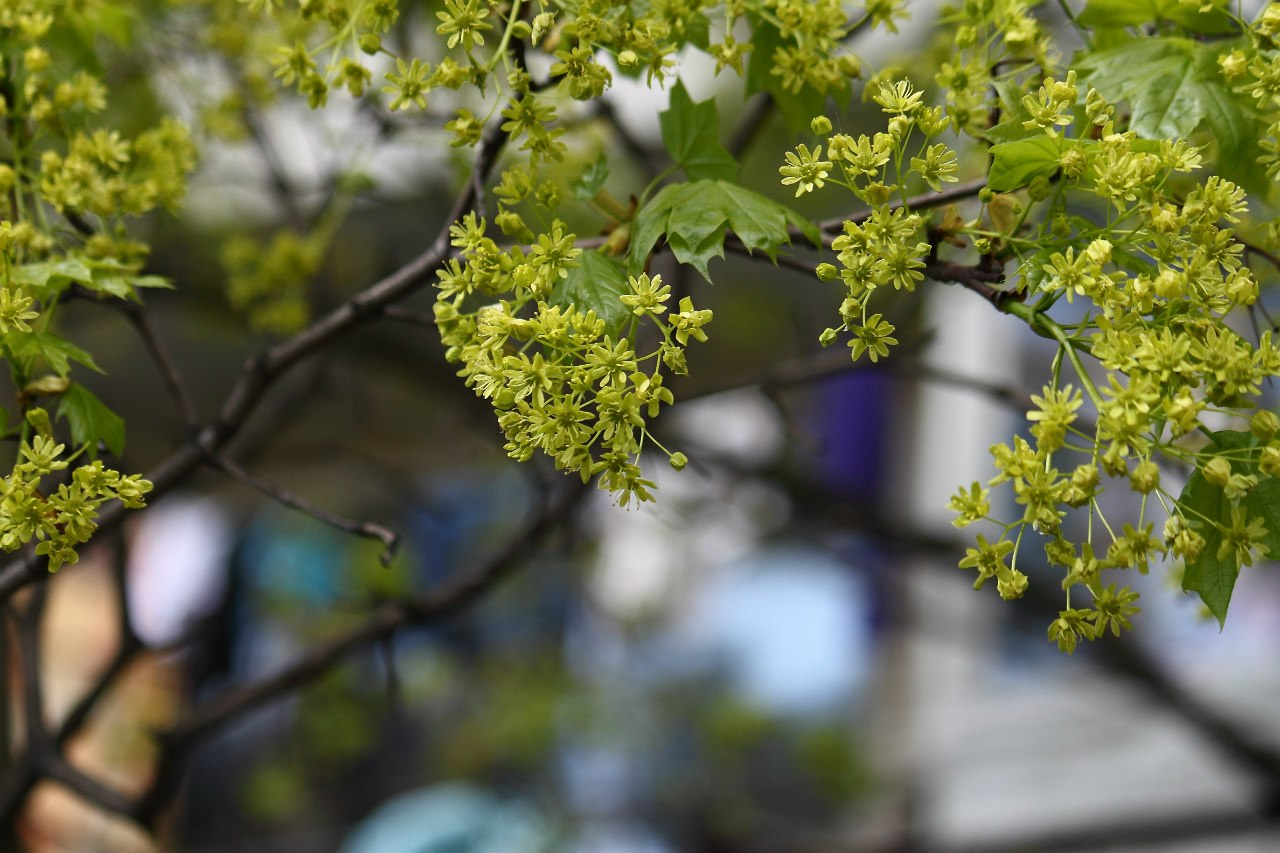
Цветки

Цветки душистые, голые, яркие, желтовато-зелёные, собраны в щиток из 15—30, появляются в первой половине мая до и во время распускания листьев. Клён остролистный — двудомное растение, то есть мужские и женские цветки обычно распускаются на разных деревьях. Опыляется насекомыми.
Нектарник представляет собой плоское кольцо и расположен между лепестками и завязью, основания тычинок погружены в него:358.

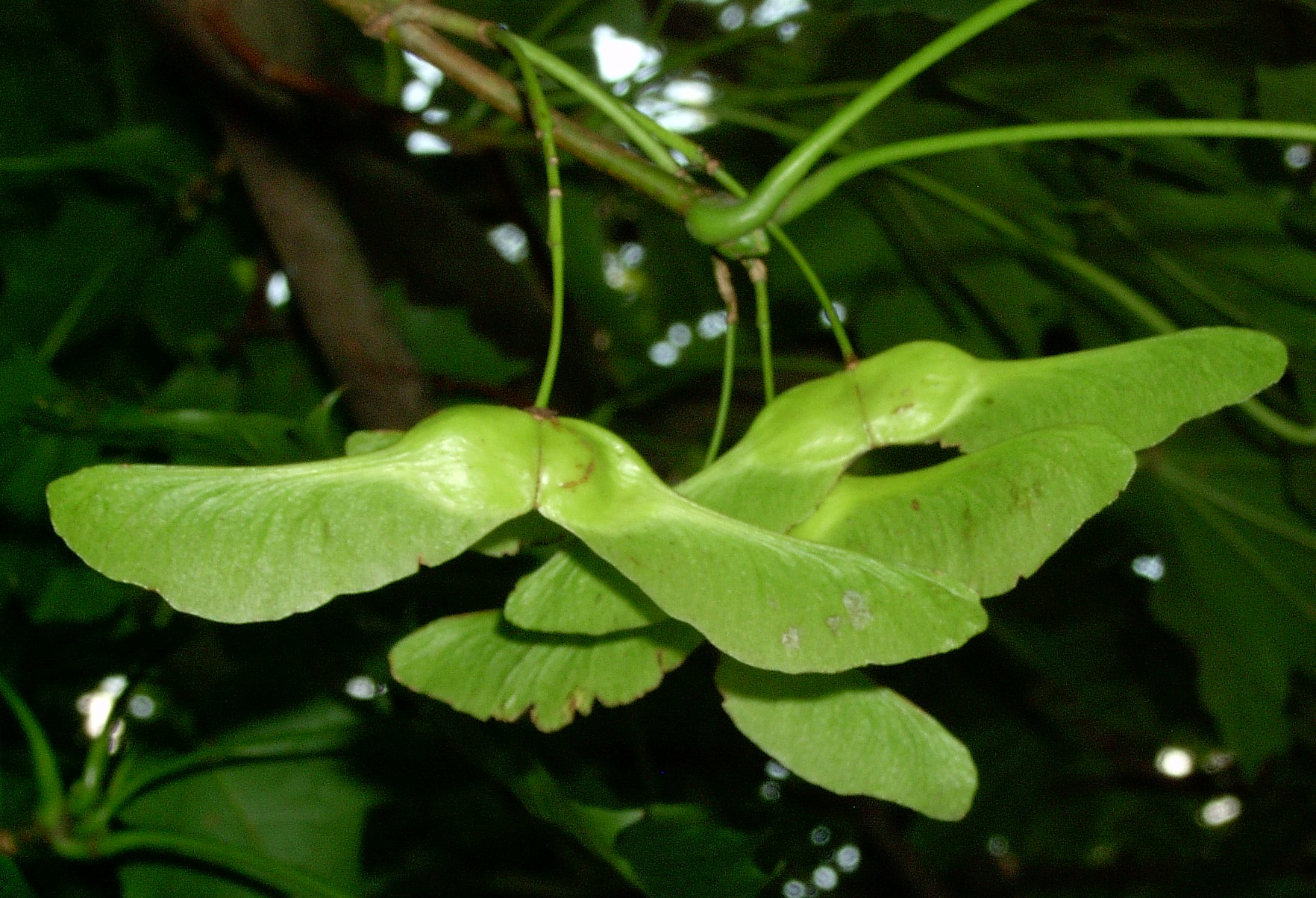
Плоды

Плод представляет собой двойную крылатку, распадающуюся на два односемянных невскрывающихся плодика, с двумя длинными (3,5—5,5 см) расходящимися под тупым углом или почти горизонтально крыльями, которые способны уносить семя на большое расстояние. Семена голые, с крупным зелёным свёрнутым зародышем, без эндосперма, приплюснутые, созревают в конце лета и могут оставаться на дереве в течение зимы. Семенная кожура тонкая.
Семена созревают в сентябре — октябре. Плодоношение ежегодное, урожайные годы через 3—4 года. Вес 1000 семян 100—190 г, в 1 кг 7—15 тыс. семян. Всхожесть семян 85 %. Плодоношение начинается с 8—10 лет.
В условиях Ростовской области сумма эффективных температур для начала цветения 84,4±2,7 °С, а для окончания цветения 189,4±3,4 °С.
Первые 3 года растёт довольно быстро, годовой прирост молодого дерева иной раз достигает метра. В природе живёт до 150 лет.

### Отличия от схожих видов

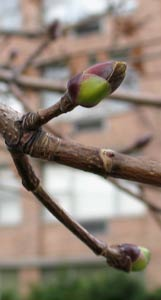
Почки клёна остролистного

Клён остролистный по своей морфологии схож с клёном сахарным (Acer saccharum). Отличить их можно по соку, выделяющемуся из черешков листьев. У клёна сахарного он прозрачный, тогда как у остролистного имеет молочный цвет. Осенние листья клёна остролистного чаще всего окрашены в простой жёлтый цвет, оранжевые и красные оттенки для него нехарактерны. В противоположность им, листья клёна сахарного гораздо ярче окрашены в оранжевый. Кора клёна сахарного более грубая и шероховатая, тогда как у клёна остролистного имеются лишь узкие трещины. Листья клёна сахарного имеют более треугольную форму, тогда как у остролистного они более разлаписты. Семена у клёна сахарного шаровидные, у остролистного — приплюснутые. Почки остролистного — красновато-зелёные, сахарного — чисто-зелёные.

## Распространение и экология

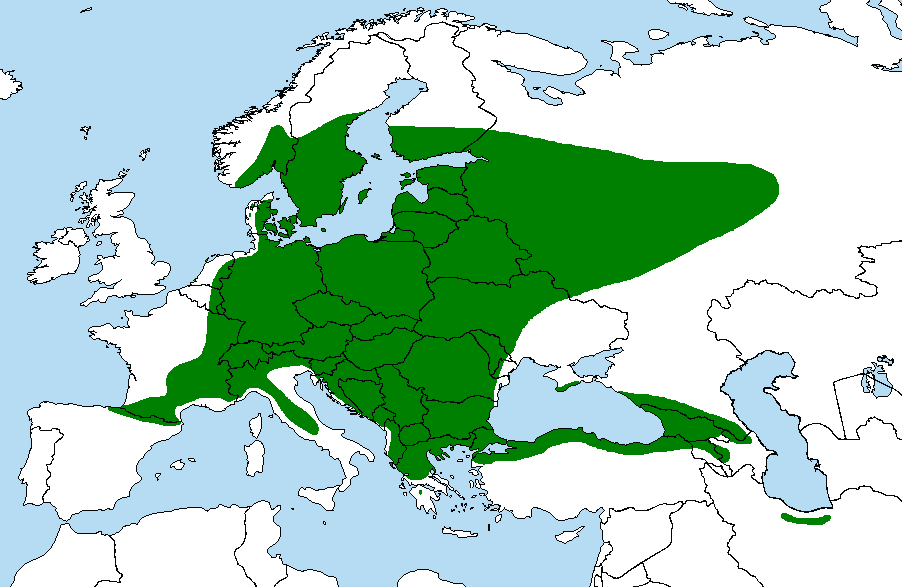
Ареал клёна остролистного по: Svendsen, K. Udbredelseskort over Vedplanter. København. 1971.

Распространён в Европе и Азии от Франции на западе до европейской территории России на востоке. Северная граница природного распространения охватывает южные районы Скандинавии, Финляндии, Карелии и крайний юго-запад Архангельской области, южная — северный Иран.
На северном пределе своего естественного распространения растёт кустовидно.
Район распространения характеризуется минимумом и максимумом суммы активных температур (1150 и 2600 соответственно), которые в среднем составляют выше 5 °C.
В России растёт от Северного Кавказа на юге до южной границы таёжной зоны — на севере.

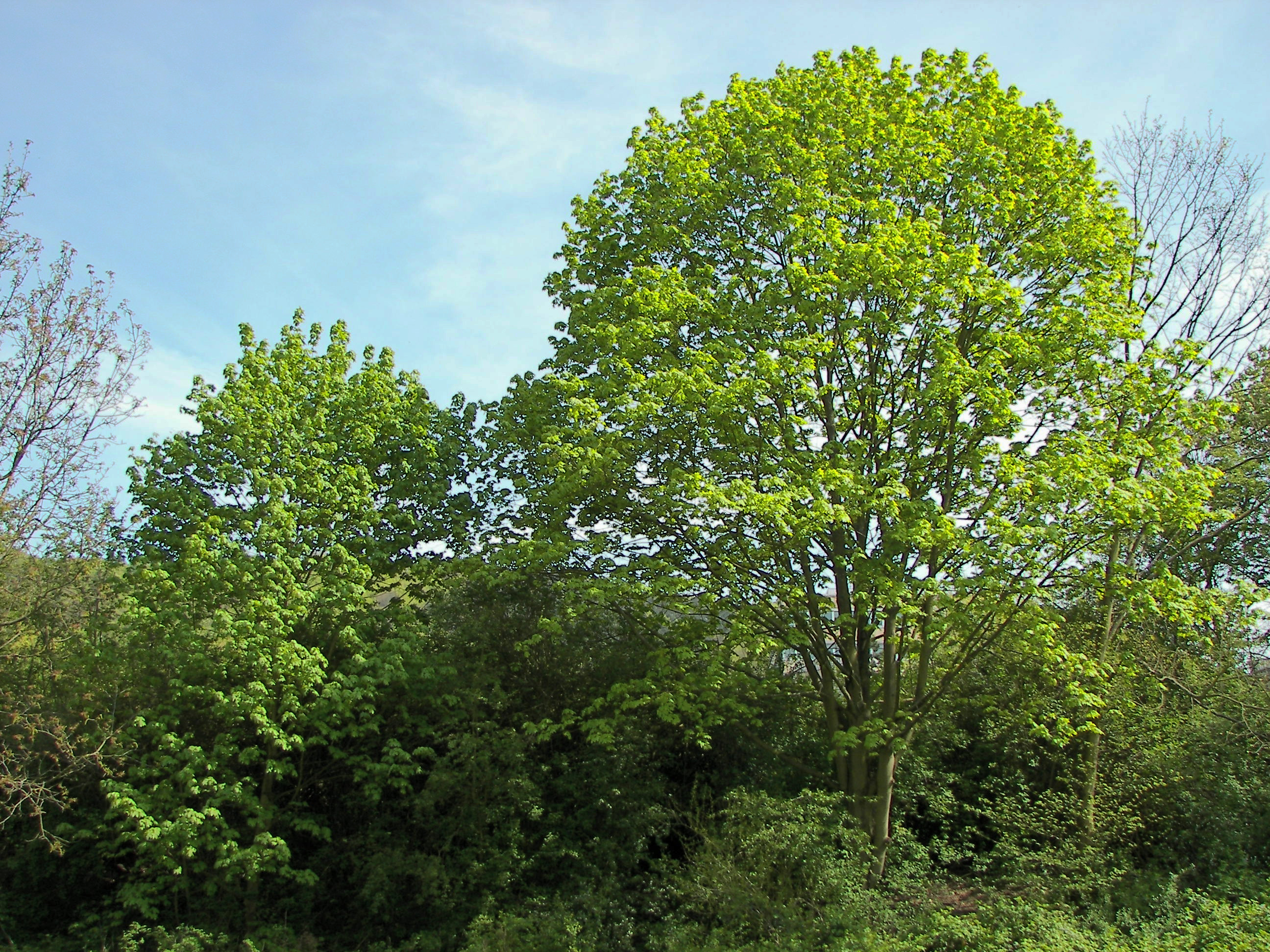
Клён в роще

В природе растёт в лиственных или смешанных лесах одиночно либо небольшими группами, на опушках; чистые насаждения образует редко, в основном на склонах речных долин. Даёт много самосева.
Растёт быстро, особенно в молодости, интенсивность роста снижается с 20—25 лет. Живёт до 150—200 лет. Теневынослив, требователен к плодородию и влажности почвы. Хорошо растёт на гумусированных свежих супесях и легких суглинках. Не переносит засоленности и застоя воды. Относится к почвоулучшающим породам. Даёт обильную корневую поросль от пня. Хорошо переносит пересадку и городские условия, мирится с сухостью воздуха, ветроустойчив, мало страдает от снеголомов.
Цветёт в середине весны около 10—15 дней. Зацветает вслед за берёзой и ранними тополями, обычно почти одновременно с первыми плодово-ягодными кустарниками, но ранее плодовых деревьев вишен, груш, яблонь. В северных и центральных районах распространения зацветание в среднем наступает в мае, на юге европейской части бывшего СССР в апреле, а в Средней Азии даже в конце марта.
Внесён в «Красную книгу Карелии».

## Размножение
В природе размножается семенами. Семена нуждаются в стратификации при 0—3 °С в течение 2—3 месяцев. При 5—7 °С длительность её возрастает. Стратификация при 0—3 С° может быть сокращена до 1,5—2,5 месяцев, если семена затем проращивать при 10 °С. Изолированные зародыши трогаются в рост медленно и не все. Обработка кинетином стимулирует рост зародыша (50 мг/л) и семян без околоплодника (500 мг/л). Ещё лучше на семена действует обработка кинетином, а затем тиомочевиной (1 %) — после этого за 2—3 недели в тепле прорастает 50—80 % семян. Семена очень чувствительны к условиям аэрации. При сухом хранении семена к весне теряют всхожесть.
В садовой культуре и парковом строительстве размножается семенами, корневой порослью, «in vitro», садовые формы — прививкой.

## Болезни и вредители

### Патогенные грибы
Из грибов рода Тафрина (Taphrina) клён остролистный поражается видом Taphrina acerina, который вызывает появление водянистых коричневых пятен на листьях, иногда приводит к появлению «ведьминых мётел».

## Интродукция
Хорошо приживается на неродных для него территориях Северной Америки, но при этом ведёт себя агрессивно по отношению к локальной флоре, вытесняя местные виды. Его плотная листва затеняет другие растения и выделяет токсины, изменяя состав микроорганизмов и грибов в почве. Неглубокая корневая система не даёт прорастать другим деревьям, забирая у них питательные вещества.
Есть исследования, показывающие, что клён остролистный, так же как клён сахарный и бук крупнолистный (Fagus grandifolia) вытесняют ранее доминировавшие в США дубы — дуб белый (Quercus alba), дуб красный (Quercus rubra) и дуб бархатистый (Quercus velutina).

## Значение и применение
Представляет большое значение для пчеловодства как раннее медоносное и пыльценосное растение. Кленовый мёд относится к светлым сортам с прекрасными вкусовыми качествами. С 1 га цветущего клёна остролистного пчёлы добывают до 200 кг мёда. Один цветок за сутки выделяет 0,46 мг сахара в нектаре, а дерево на котором размещается 800 соцветий, — 16 г. На передовых пасеках привесы контрольного улья в благоприятную погоду составляют 1,5—2 кг в день. Одно взрослое дерево даёт до 10 кг. В этом отношении клён остролистный уступает лишь липе мелколистной (Tilia cordata), белой акации (Robinia pseudoacacia), клену полевому (Acer campestre). Однако взяток пчёлами часто недоиспользуется вследствие малой силы пчелиных семей ко времени его цветения, а также неблагоприятной погоды (клён зацветает при среднесуточной температуре воздуха около 12—13° тепла, через 20—30 дней после первых растений пыльценосов ольхи (Alnus) и лещины (Corylus).
Древесина белого цвета с желтоватым оттенком, плотная, твёрдая, колется плохо, равномерно сложена. Может употребляться в столярном и токарном деле для приготовления рукояток, музыкальных инструментов, чашек, бильярдных киёв и т. д. Ценный горючий материал с большим содержанием поташа.
Летние листья идут на корм скоту. Из весеннего сока добывают сахар и приготавливают ром. Опавшие листья содержат окрашивающее ткани в жёлтый цвет вещество, а вместе с железным купоросом в чёрный цвет.
Одно из важных кормовых растений зайца-русака (Lepus europaeus) в широколиственных лесах.
Клён остролистный широко высаживается в садах, парках и вдоль дорог городов. Декоративен всё время вегетации. В пределах ареала — одна из главных пород для садово-паркового строительства в России. Ценится за большие размеры, густую крону, стройный ствол, орнаментальную листву. Применяется для одиночных и аллейных посадок, красочных групп. Особенно эффектен осенний наряд на фоне хвойных деревьев. В садовой культуре с давних времён.

## Классификация

### Таксономия[29]
Acer platanoides L., Species Plantarum. 1753.
Вид Клён остролистный относится к роду Клён (Acer) подсемейства Конскокаштановые (Hippocastanoideae) семейства Сапиндовые (Sapindaceae) порядка Сапиндоцветные (Sapindales). Кладограмма в соответствии с Системой APG IV по состоянию на июнь 2023 года:
|  |                                      |  |                                   |                                   |                      |  | ещё 8 семейств | ещё 8 семейств     |                               |  |  |  | ещё 4 рода    | ещё 4 рода                      |  |  |
|  |                                      |  |                                   |                                   |                      |  | ещё 8 семейств | ещё 8 семейств     |                               |  |  |  | ещё 4 рода    | ещё 4 рода                      |  |  |
|  |                                      |  |                                   | порядок Сапиндоцветные            |                      |  |                |                    | Подсемейство Конскокаштановые |  |  |  |               | Клён остролистный и один подвид |  |  |
|  |                                      |  |                                   | порядок Сапиндоцветные            |                      |  |                |                    | Подсемейство Конскокаштановые |  |  |  |               | Клён остролистный и один подвид |  |  |
|  | отдел Цветковые, или Покрытосеменные |  |                                   |                                   | семейство Сапиндовые |  |                |                    | род Клен                      |  |  |  |               |                                 |  |  |
|  | отдел Цветковые, или Покрытосеменные |  |                                   |                                   |                      |  |                |                    |                               |  |  |  |               |                                 |  |  |
|  |                                      |  | ещё 63 порядка цветковых растений | ещё 63 порядка цветковых растений |                      |  |                | еще 3 подсемейства | еще 3 подсемейства            |  |  |  | еще 168 видов |                                 |  |  |
|  |                                      |  |                                   | ещё 63 порядка цветковых растений |                      |  |                |                    | еще 3 подсемейства            |  |  |  |               |                                 |  |  |

### Синонимы
- Acer dieckii  (Pax) Pax
- Acer dieckii  f. integrilobum Schwer.
- Acer dieckii  f. monstrosum Schwer.
- Acer fallax  Pax
- Acer laciniatum  (Aiton) Borkh. ex Tratt.
- Acer lactescens  Pers.
- Acer laetum  var. cordifolium R.Uechtr. & Sint.
- Acer lobelii  var. dieckii  Pax
- Acer lobergii  Dippel
- Acer palmatifidum  Tausch ex Steud.
- Acer platanifolium  Stokes
- Acer platanoides f. acuminatum Schwer.
- Acer platanoides f. adspersum Schwer.
- Acer platanoides f. albescens Dippel ex Schwer.
- Acer platanoides f. albodentatum Schwer.
- Acer platanoides f. albovariegatum (G.Nicholson) Schwer.
- Acer platanoides f. argutum Schwer.
- Acer platanoides f. aureomarginatum Pax
- Acer platanoides f. bicolor Schwer.
- Acer platanoides f. buntzleri (Wittm.) Schwer.
- Acer platanoides f. coloratum Pax
- Acer platanoides f. columnare Schwer.
- Acer platanoides f. commune Pax
- Acer platanoides f. cucullatum (G.Nicholson) Pax
- Acer platanoides f. cucullatum (G.Nicholson) Schwer.
- Acer platanoides f. cuneatum Pax
- Acer platanoides f. dilaceratum Schwer.
- Acer platanoides f. dissectum J.Jacq. ex Schwer.
- Acer platanoides f. drummondii (Drummond ex Schwer.) Geerinck
- Acer platanoides f. erectum A.D.Slavin
- Acer platanoides f. globosum (G.Nicholson) Schwer.
- Acer platanoides f. incumbens (Pax) Schwer.
- Acer platanoides f. irregulare Schwer.
- Acer platanoides f. laciniatum (Aiton) Schwer.
- Acer platanoides f. laetum Schwer.
- Acer platanoides f. latifolium Schwer.
- Acer platanoides f. lorbergii Schwer.
- Acer platanoides f. meyeringii Geerinck
- Acer platanoides f. nanum (G.Nicholson) Schwer.
- Acer platanoides f. pictum Schwer.
- Acer platanoides f. plicatum Schwer.
- Acer platanoides f. productum Pax
- Acer platanoides f. pseudotruncatum Pax
- Acer platanoides f. puckleri Schwer.
- Acer platanoides f. pygmaeum Schwer.
- Acer platanoides f. reitenbachii (G.Nicholson) Schwer.
- Acer platanoides f. roseobullatum Schwer.
- Acer platanoides f. rubrum (Herder) Pax
- Acer platanoides f. rufescens Schwer.
- Acer platanoides f. schwedleri (K.Koch) Schwer.
- Acer platanoides f. undulatum (Dippel) Schwer.
- Acer platanoides f. variegatum (Loudon) Dippel
- Acer platanoides  var. albovariegatum G.Nicholson
- Acer platanoides  var. aureovariegatum Loudon
- Acer platanoides  var. bullatum Schwer.
- Acer platanoides  var. buntzleri Wittm.
- Acer platanoides  var. coloratum (Pax) Schwer.
- Acer platanoides  var. columnare Carrière
- Acer platanoides  var. crispum Spach
- Acer platanoides  var. cucullatum G.Nicholson
- Acer platanoides  var. decussatum G.Nicholson
- Acer platanoides  var. drummondii J.Drumm. ex Schwer.
- Acer platanoides  var. globosum G.Nicholson
- Acer platanoides  var. hederifolium Schwer.
- Acer platanoides  var. heterophyllum Schwer.
- Acer platanoides  var. heterophyllum-variegatum G.Nicholson
- Acer platanoides  var. incumbens Pax
- Acer platanoides  var. laciniatum Aiton
- Acer platanoides  var. lactescens G.Nicholson
- Acer platanoides  var. lobatum Aiton
- Acer platanoides  var. macrocarpum Spach
- Acer platanoides  var. minimum Schwer.
- Acer platanoides  var. nanum G.Nicholson
- Acer platanoides  var. palmatifidum Tausch
- Acer platanoides  var. palmatum G.Nicholson
- Acer platanoides  var. palmipartitum Spach
- Acer platanoides  var. pubescens Hayne ex Loudon
- Acer platanoides  var. purpureum G.Nicholson
- Acer platanoides  var. reitenbachii G.Nicholson
- Acer platanoides  var. rubrum Herder
- Acer platanoides  var. schwedleri K.Koch
- Acer platanoides  var. stollii Schwer.
- Acer platanoides  var. undulatum Dippel
- Acer platanoides  var. variegatum Loudon
- Acer reitenbachii  Dippel
- Acer rotundum  Dulac
- Acer schwedleri  K.Koch
- Acer vitifolium  Opiz ex Tausch.
- Euacer acutifolium  Opiz
- Euacer platanoides  Opiz

### Нижестоящие таксоны
По современной классификации к виду Клён остролистный относят 1 подвид
- Acer platanoides  subsp. turkestanicum  (Pax) P.C.DeJong

### Садовые декоративные формы икультивары

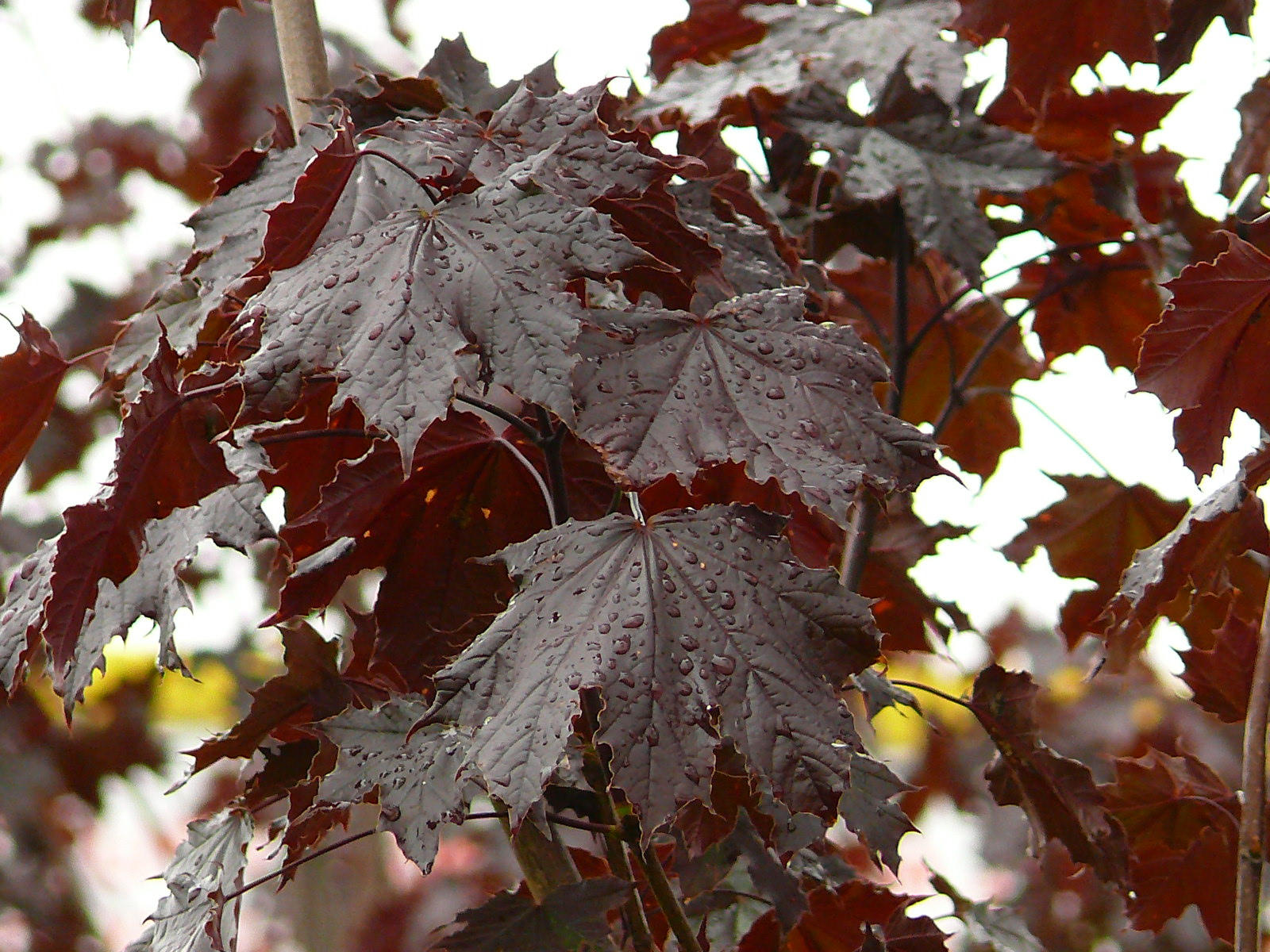
'Crimson King'

Имеет много форм, различающихся между собой по окраске, форме кроны и листьев и особенностям роста:
- Acer platanoides f. stollii Schwer. = Acer platanoides 'Oekonomierat Stoll' = Acer platanoides 'Stollii'

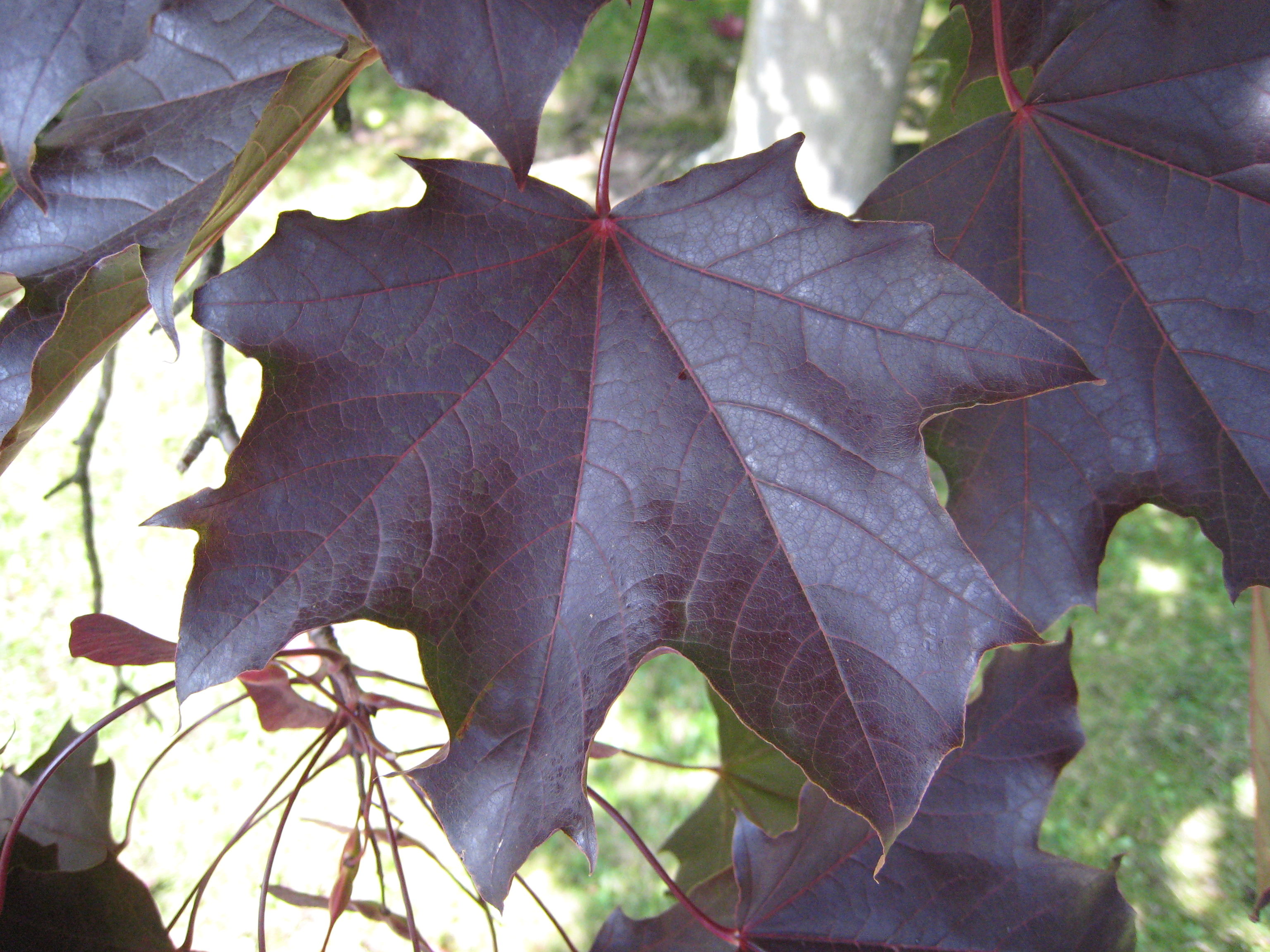
'Schwedleri'

- Acer platanoides var. schwedleri (K.Koch) Hartw.[31] = Acer platanoides 'Schwedleri' — листья на длинных черешках, при распускании блестящие кроваво-красные, позже становятся зелёными; побеги красноватые
- 'Almira'
- 'Beskid' — узкая, пирамидальная форма кроны, гофрированные листья[32].
- 'Charles Joly'
- 'Cleveland'
- 'Columnare' — колонновидная форма кроны
- 'Crimson King'[33] — с тёмно-пурпурными, почти чёрными листьями в течение всего сезона; отобран из сеянцев формы 'Schwedleri' в Бельгии в 1937; 'Ruby Red' и 'Goldsworth Purple' аналогичны
- 'Crimson Sentry'
- 'Cucullatum'
- 'Deborah' — начинает весну с красновато-пурпурной листвой, становящейся глубоко-бронзово-зелёной в течение лета и бронзовой осенью
- 'Dilaceratum'
- 'Dissectum'

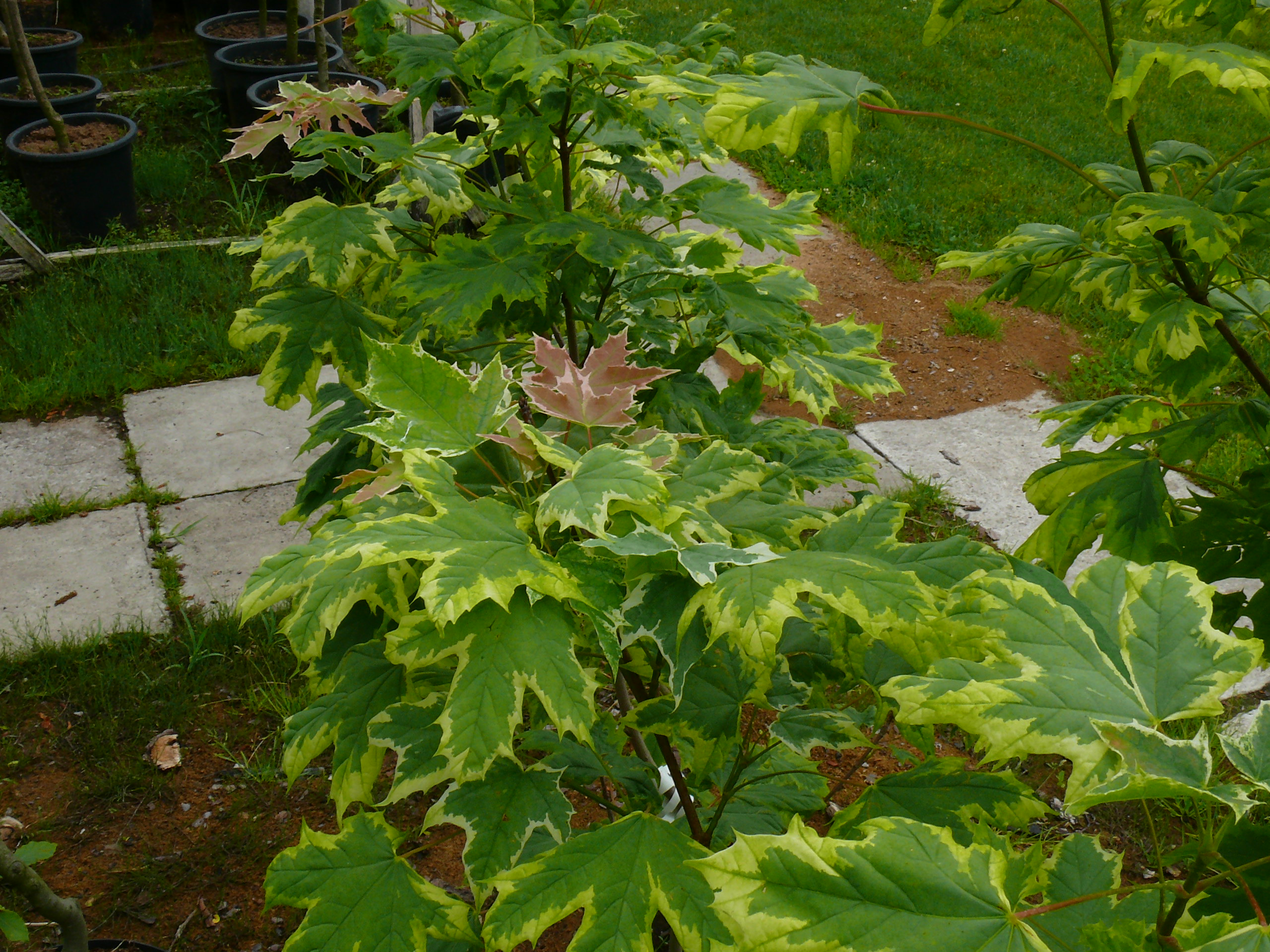
'Drummondii'

- 'Drummondii'[34] — с бело-окаймлёнными листьями, розовыми при распускании; отобран в питомнике Друммонда (англ. Drummond) в Шотландии около 1903 года
- 'Emerald Queen'
- 'Erectum'[35]
- 'Faassens Black'
- 'Farlake’s Green'

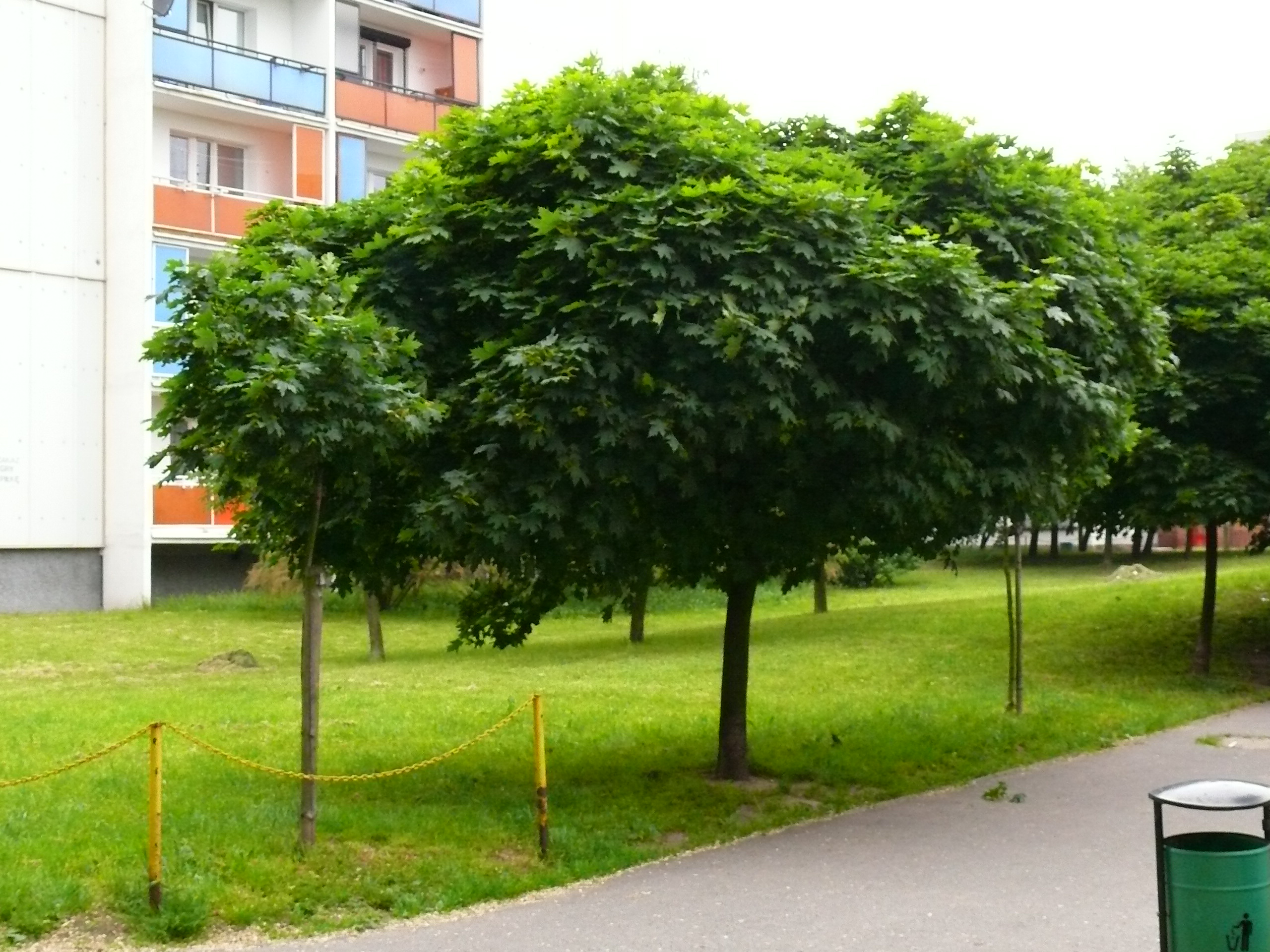
'Globosum'

- 'Globosa' ('Globosum') — невысокое дерево с почти круглой компактной кроной; отобрано Ван Гуттом в 1873
- 'Gurba'
- 'Heterophyllum Variegatum'

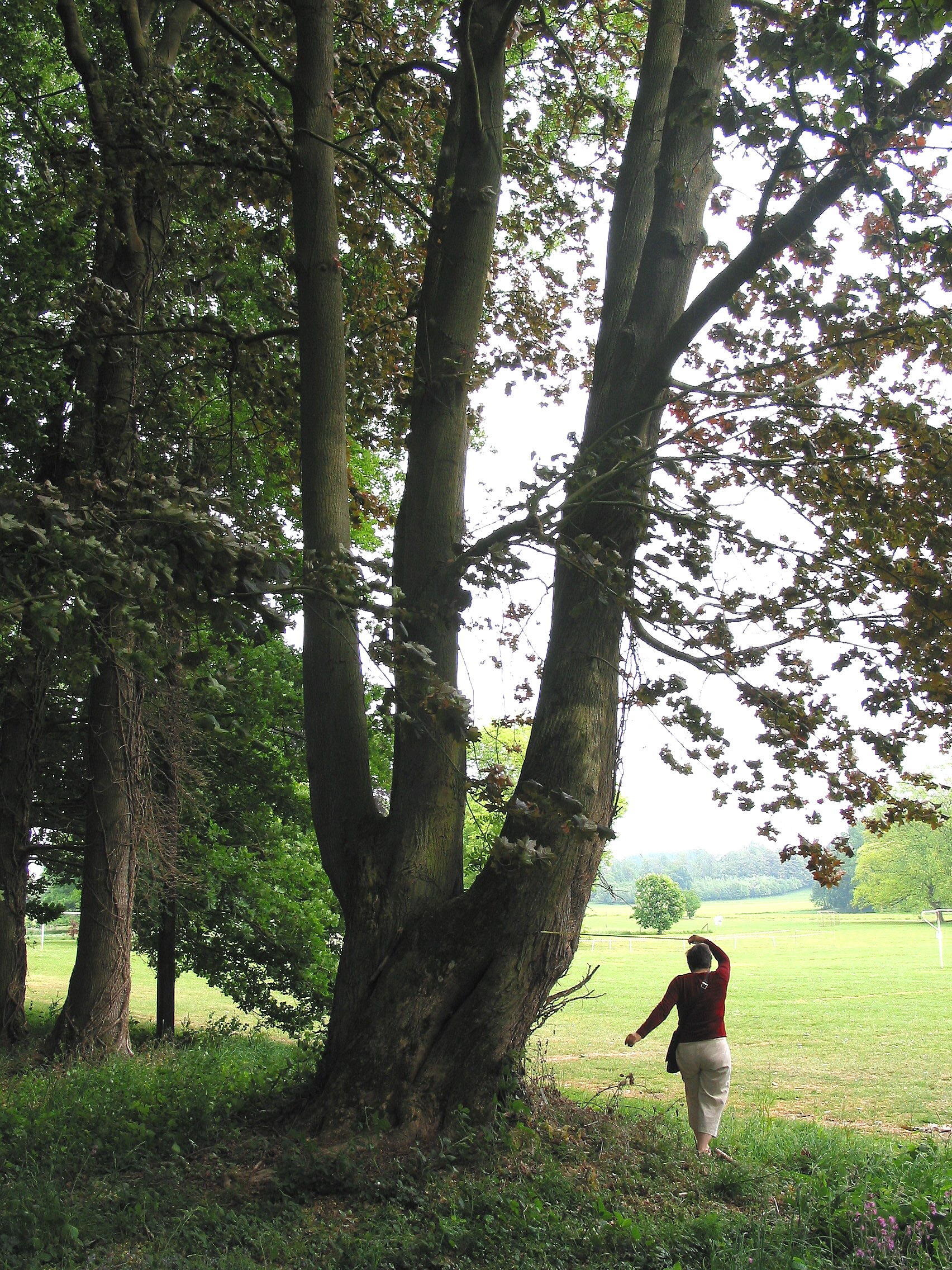
'Schwedleri'

- 'Laciniatum'[36] — с разрезными на более мелкие лопасти листьями
- 'Maculatum' — с пятнистыми листьями
- 'Meyering'[37]
- 'Novus' — с жёлтыми остриями листовых лопастей
- 'Olmsted'
- 'Palmatifida' — листья разделены почти до основания
- 'Parkway'
- 'Princeton Gold' — листья ярко-жёлтые с весны до осени, когда становятся нежно-зеленовато-жёлтыми
- 'Pyramidale Nanum' — низкорослая пирамидальная форма
- 'Red Emperor' — тёмно-красная летняя окраска листвы к осени сменяется розовой
- 'Reitenbachii'
- 'Royal Red' — листья всё лето тёмно-красные, листовые пластинки сильно морщинистые
- 'Summershade'
- 'Schwedleri'
- 'Tharandt'
- 'Walderseei'

В Северной Америке на продажу садоводам предлагают до 100 сортов и культиваров клёна остролистного.

Ботанические иллюстрации
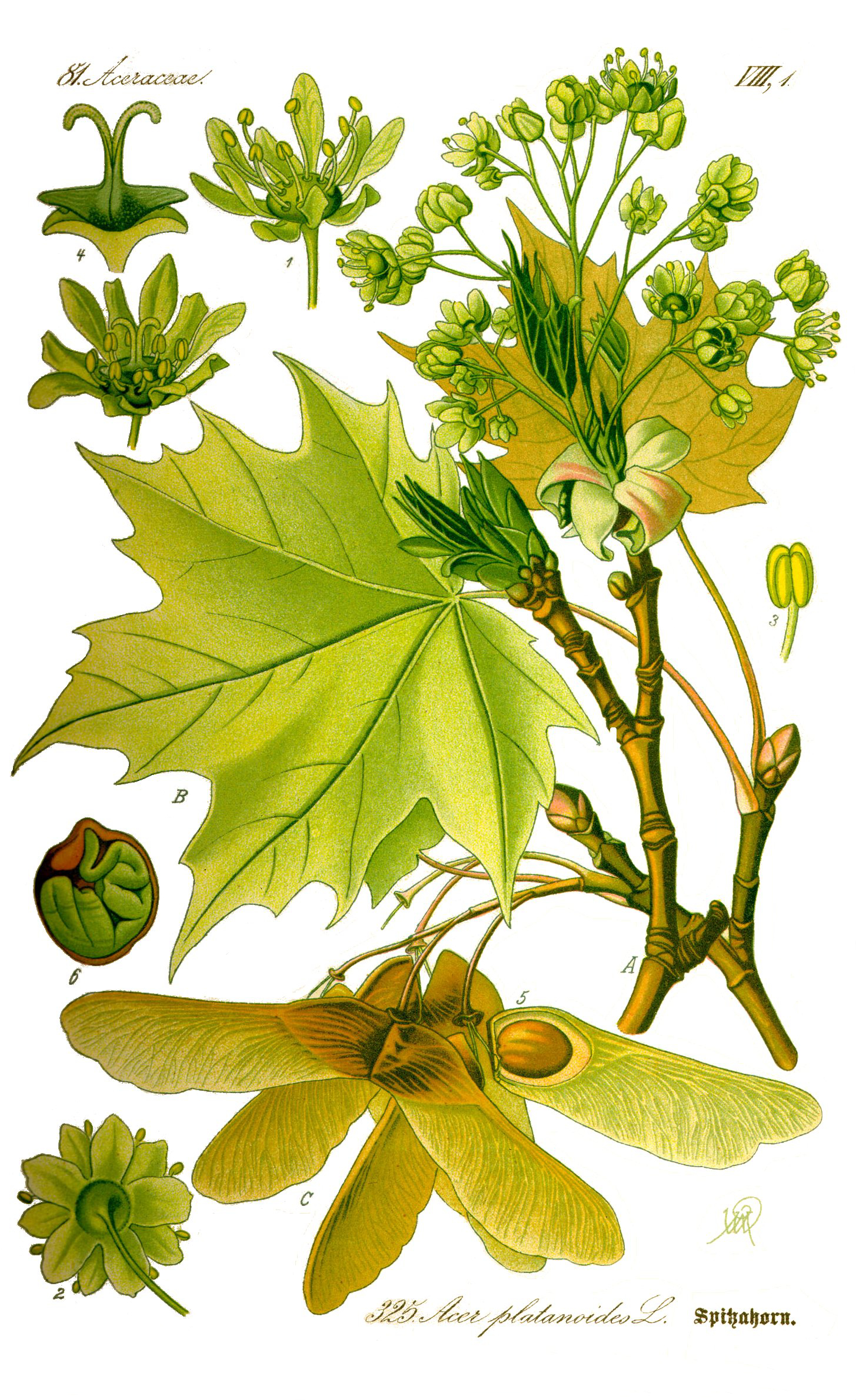
Ботаническая иллюстрация из книги О. В. Томе Flora von Deutschland, Österreich und der Schweiz, 1885
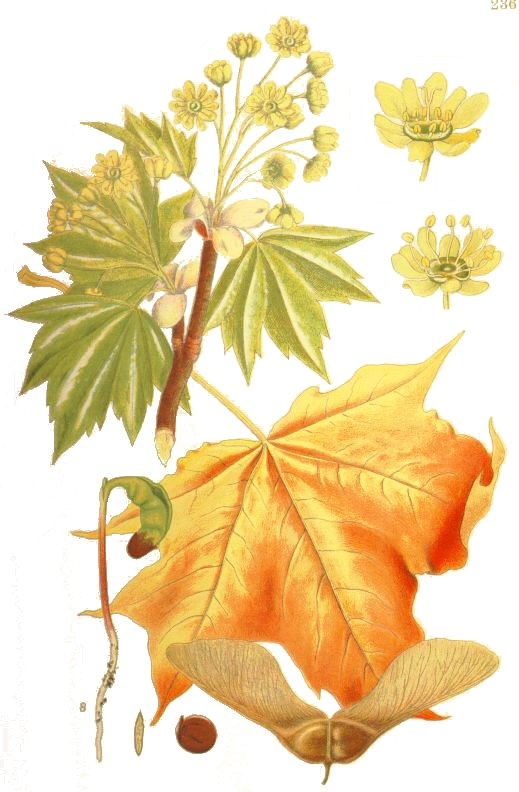
Ботаническая иллюстрация из книги К. А. М. Линдмана Bilder ur Nordens Flora, 1917—1926
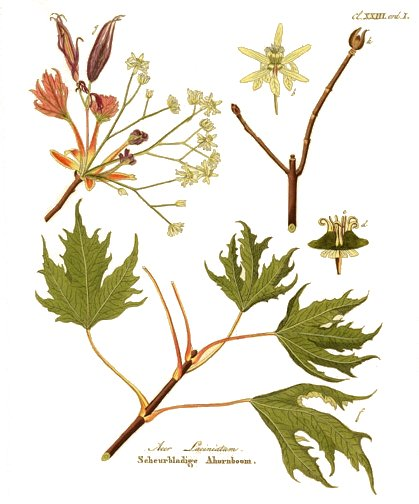
Ботанический рисунок Johan Carl Krauss[англ.] из книги «Afbeeldingen der fraaiste, meest uitheemsche boomen en heesters».